# Loviguié
Loviguié  è una città e sottoprefettura della Costa d'Avorio appartenente al dipartimento di Agboville. Conta una popolazione di 17 048 abitanti (censimento 2014).